# Nolan Allan
Nolan Allan (né le 28 avril 2003 à Davidson dans la province de la Saskatchewan au Canada) est un joueur canadien de hockey sur glace. Il évolue à la position de défenseur.

## Biographie

### Jeunesse
Allan commence sa carrière avec les Broncos de Humboldt dans une ligue junior de la Saskatchewan moins de 15 ans en 2016-2017.
En 2018-2019, il rejoint les Blazers de Saskatoon dans une ligue junior de la Saskatchewan moins de 18 ans. Au terme de la saison il est nommé dans la première équipe d’étoiles et meilleur défenseur de la ligue. Il représente la province de la Saskatchewan lors des Jeux du Canada.
Il découvre la ligue de hockey de l'Ouest (LHOu) cette même année, disputant sept rencontres avec les Raiders de Prince Albert. La saison suivante, il s’impose dans la défense de cette équipe. Tous les espoirs sont de mise pour les Raiders qui sont en tête de leur division au moment de l'arrêt des activités de la ligue, à la suite de la pandémie de COVID-19.
Lors de la saison 2020-2021, il joue avec les Ice Wolves de La Ronge dans la ligue de hockey junior de la Saskatchewan (LHJS) avant de rejoindre les Raiders lorsque la LHOu reprend son activité .
En prévision du repêchage de 2021, la centrale de recrutement de la LNH le classe au quarantième rang des espoirs nord-américains chez les patineurs. Il est finalement sélectionné au 32e rang par les Blackhawks de Chicago.

### En équipe nationale
Allan représente le Canada au niveau international. Lors du Défi mondial des moins de 17 ans en 2019, il finit à la 5e place avec l’équipe rouge du Canada. Il remporte le championnat du monde des moins de 18 ans en 2021.

## Statistiques

### En club
| Saison    | Équipe                   | Ligue          |    | Saison régulière | Saison régulière | Saison régulière | Saison régulière | Saison régulière |   | Séries éliminatoires | Séries éliminatoires | Séries éliminatoires | Séries éliminatoires | Séries éliminatoires |
| Saison    | Équipe                   | Ligue          | PJ | B                | A                | Pts              | Pun              | PJ               | B | A                    | Pts                  | Pun                  |                      |                      |
| 2016-2017 | Broncos de Humboldt U15  | SAAHL U15      | 30 | 10               | 15               | 25               | 22               | 5                | 2 | 5                    | 7                    | 12                   |                      |                      |
| 2016-2017 | Broncos de Humboldt U18  | SAAHL U18      | -  | -                | -                | -                | -                | 2                | 0 | 0                    | 0                    | 0                    |                      |                      |
| 2017-2018 | Broncos de Humboldt U15  | SAAHL U15      | 26 | 12               | 32               | 44               | 57               | 2                | 1 | 2                    | 3                    | 2                    |                      |                      |
| 2018-2019 | Blazers de Saskatoon     | SMAAHL         | 39 | 12               | 23               | 35               | 32               | 13               | 6 | 15                   | 21                   | 26                   |                      |                      |
| 2018-2019 | Raiders de Prince Albert | LHOu           | 7  | 0                | 1                | 1                | 2                |                  |   |                      |                      |                      |                      |                      |
| 2018-2019 | Team Saskatchewan        | Jeux du Canada | 6  | 4                | 2                | 6                | 10               |                  |   |                      |                      |                      |                      |                      |
| 2019-2020 | Raiders de Prince Albert | LHOu           | 58 | 2                | 6                | 8                | 25               |                  |   |                      |                      |                      |                      |                      |
| 2020-2021 | Raiders de Prince Albert | LHOu           | 16 | 1                | 1                | 2                | 21               |                  |   |                      |                      |                      |                      |                      |
| 2020-2021 | Ice Wolves de La Ronge   | LHJS           | 5  | 2                | 3                | 5                | 10               |                  |   |                      |                      |                      |                      |                      |
| 2021-2022 | Raiders de Prince Albert | LHOu           | 65 | 7                | 34               | 41               | 69               | 5                | 0 | 1                    | 1                    | 2                    |                      |                      |

### En équipe nationale
| Année | Équipe               | Compétition                          |   | PJ | B | A | Pts | Pun           |  | Résultat |
| 2019  | Canada noir - 17 ans | Défi mondial des moins de 17 ans     | 5 | 0  | 1 | 1 | 2   | 5e place      |  |          |
| 2021  | Canada - 18 ans      | Championnat du monde moins de 18 ans | 7 | 1  | 1 | 2 | 2   | Médaille d'or |  |          |

## Transactions
- Le 3 mai 2018, il est sélectionné par les Raiders de Prince Albert à la 3e place durant le premier tour du repêchage de la LHOu[7].

- Le 15 mai 2018, il s'engage avec les Raiders[8].

- Le 16 septembre 2021, il signe son contrat d'entrée avec les Blackhawks[9].

## Trophées et honneurs personnels

### Trophées juniors
- 2018-2019
  - Désigné meilleur défenseur du championnat de SMAAHL.
  - Sélectionné dans la première équipe d'étoiles de la SMAAHL.